# Evanston Gardens
Evanston Gardens är en del av en befolkad plats i Australien. Den ligger i kommunen Gawler och delstaten South Australia, omkring 36 kilometer norr om delstatshuvudstaden Adelaide. Antalet invånare är 770.
Närmaste större samhälle är Gawler, nära Evanston Gardens.
Trakten runt Evanston Gardens består till största delen av jordbruksmark. Runt Evanston Gardens är det ganska tätbefolkat, med 116 invånare per kvadratkilometer. Genomsnittlig årsnederbörd är 593 millimeter. Den regnigaste månaden är juli, med i genomsnitt 95 mm nederbörd, och den torraste är december, med 13 mm nederbörd.